# Leagues Cup Showcase 2022
La Leagues Cup 2022 Showcase fue una edición amistosa de la Leagues Cup, una competencia anual de fútbol entre clubes de la Major League Soccer y la Liga MX en América del Norte. El evento contó con cinco partidos entre equipos de la MLS y la Liga MX, jugados en agosto y septiembre de 2022. Sirvió como un reemplazo único de la League Cup 2022 planificada anteriormente, que no se llevó a cabo debido a la congestión de partidos de la Copa Mundial de la FIFA 2022 y otros factores.

## Antecedentes
La tercera edición de la Leagues Cup se planeó inicialmente para 2022, con el Allegiant Stadium en Paradise, Nevada elegido como anfitrión de la final. Sin embargo, el 14 de abril de 2022, la MLS y la Liga MX anunciaron que el torneo de 2022 no se llevaría a cabo debido a la congestión de partidos de la Copa Mundial de la FIFA 2022 y otros factores, y en su lugar sería reemplazado por una serie de partidos amistosos, conocidos como la Leagues Cup Showcase (en español, la Vitrina de la Copa de las Ligas). Según Major League Soccer, estaba destinado a "servir como anticipo" para el torneo ampliado en 2023. Como parte del anuncio, se confirmó que la Leagues Cup Showcase se llevaría a cabo el 3 de agosto de 2022 en el SoFi Stadium de Inglewood, California. El evento contó con una doble cartelera de partidos: LA Galaxy contra Guadalajara y Los Ángeles FC contra América. El 30 de junio de 2022, se anunció que Leagues Cup Showcase se expandiría para incluir tres partidos más: FC Cincinnati contra Guadalajara en el TQL Stadium en Cincinnati, Ohio; Nashville SC contra América en el Geodis Park de Nashville, Tennessee, el 21 de septiembre; y Real Salt Lake contra Atlas en America First Field en Sandy, Utah, el 22 de septiembre.

## Equipos
Los siguientes ocho equipos (de dos asociaciones) participaron en el evento.
| Asociación                           | Equipo             | Ubicación               |
| ------------------------------------ | ------------------ | ----------------------- |
| México(3 equipos de la Liga MX)      | América            | Ciudad de México        |
| México(3 equipos de la Liga MX)      | Atlas              | Guadalajara             |
| México(3 equipos de la Liga MX)      | Guadalajara        | Zapopan                 |
| Estados Unidos (5 equipos de la MLS) | FC Cincinnati      | Cincinnati, Ohio        |
| Estados Unidos (5 equipos de la MLS) | Los Ángeles Galaxy | Carson, California      |
| Estados Unidos (5 equipos de la MLS) | Los Ángeles FC     | Los Angeles, California |
| Estados Unidos (5 equipos de la MLS) | Nashville SC       | Nashville, Tennessee    |
| Estados Unidos (5 equipos de la MLS) | Real Salt Lake     | Sandy, Utah             |

## Estadios
| Inglewood         | Nashville         | Cincinnati        | Sandy               |
| ----------------- | ----------------- | ----------------- | ------------------- |
| SoFi Stadium      | Geodis Park       | TQL Stadium       | América First Field |
| Capacidad: 70.240 | Capacidad: 30.000 | Capacidad: 26.000 | Capacidad: 20.213   |
|                   |                   |                   |                     |

## Partidos
| 3 de agosto de 2022 | LA Galaxy                   | 2:0 (1:0) | Guadalajara | SoFi Stadium, Inglewood, Inglewood |                                    |
| 5:30 p. m. PDT      | Joveljić 28' · J. Pérez 62' | Reporte   |             | Árbitro(s): Luis Enrique Santander | Árbitro(s): Luis Enrique Santander |

| 3 de agosto de 2022 | Los Angeles FC                                                    | 0:0 (5:6 p.)               | Club América                                                        | SoFi Stadium, Inglewood, Inglewood |                          |
| 8:15;p. m. PDT      |                                                                   | Reporte                    |                                                                     | Árbitro(s): Víctor Rivas           | Árbitro(s): Víctor Rivas |
|                     |                                                                   | Tiros desde el punto penal |                                                                     |                                    |                          |
|                     | Palacios · Vela · Jennings · Sánchez · Bale · Escobar · Cifuentes |                            | Valdez · Martín · Zendejas · Campos · J. Rodríguez · Cáceres · Lara |                                    |                          |

| 21 de septiembre de 2022 | FC Cincinnati                       | 3:1 (0:1) | Guadalajara  | TQL Stadium, Cincinnati, Cincinnati |                                |
| 7:00;p. m. EDT           | Kubo 53' · Harris 69' · Vazquez 77' |           | P. Pérez 20' | Árbitro(s): Armando Villarreal      | Árbitro(s): Armando Villarreal |

| 21 de septiembre de 2022 | Nashville SC                              | 3:3 (2:1) (4:2 p.)         | Club América                          | Geodis Park, Nashville,        |                                |
| 8:00;p. m. CDT           | Bauer 6' · Haakenson 14' · Maher 89'      |                            | Damm 38' · Layún 51' · Martínez 90+5' | Árbitro(s): César Arturo Ramos | Árbitro(s): César Arturo Ramos |
|                          |                                           | Tiros desde el punto penal |                                       |                                |                                |
|                          | Leal · Zubak · Maher · Haakenson · Anunga |                            | Fidalgo · Viñas · Martínez · Layún    |                                |                                |

| 22 de septiembre de 2022 | Real Salt Lake | 1:2 (1:1) | Club Atlas                   | America First Field, Sandy, |                           |
| 8:00 p. m. MDT           | Herrera 17'    |           | Zaldívar 41' · Rodríguez 71' | Árbitro(s): Joe Dickerson   | Árbitro(s): Joe Dickerson |